# Pomnik Żołnierzy Radzieckich w Berlinie-Tiergarten
Pomnik Żołnierzy Radzieckich w Berlinie (niem. Sowjetisches Ehrenmal) – monument zlokalizowany przy ul. 17 czerwca w Parku Großer Tiergarten, ok. 200 m na zachód od Bramy Brandenburskiej, który został odsłonięty 11 listopada 1945 roku.

## Opis

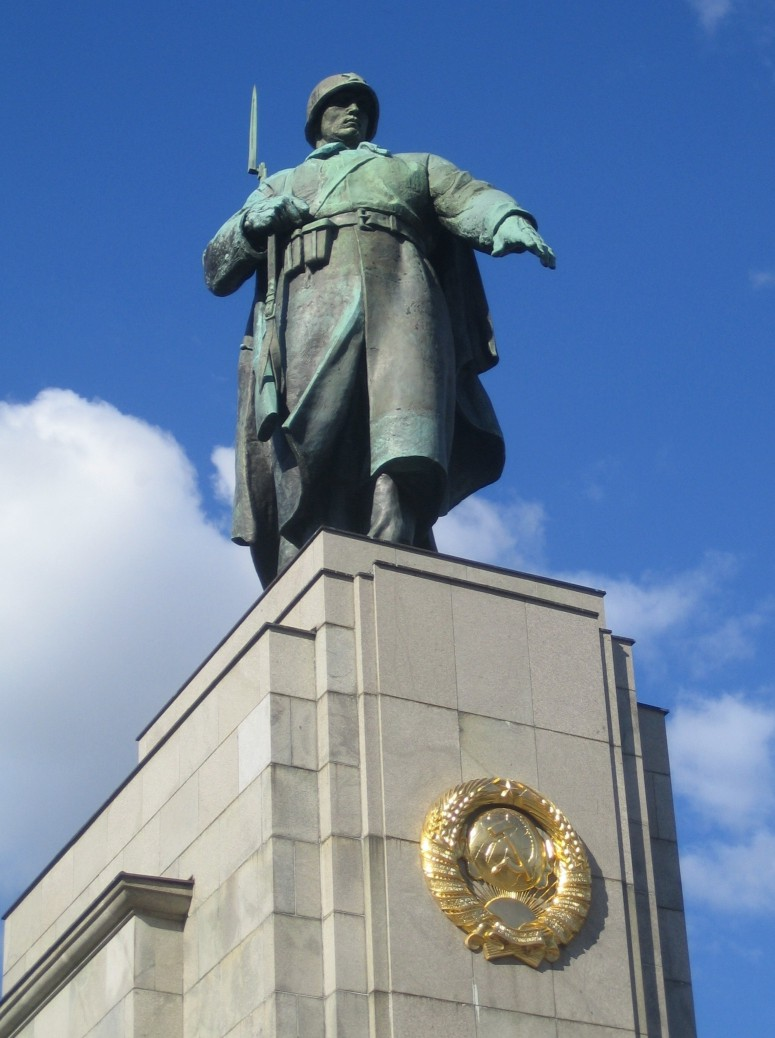
Figura czerwonoarmisty na szczycie kolumny

Ten imponujący obelisk, wzniesiony został w 1945, prawdopodobnie z resztek marmuru po Nowej Kancelarii Rzeszy. Był pierwszym pomnikiem Żołnierzy Radzieckich w centrum miasta. Wzniesiony dla uczczenia poległych, żołnierzy Armii Czerwonej, którzy zginęli w czasie bitwy o Berlin.
Pomnik został odsłonięty 11 listopada 1945 przez Gieorgija Żukowa z okazji rocznicy rozpoczęcia rewolucji październikowej. Przy odsłanianiu pomnika uczestniczyły delegacje wojskowe z wszystkich czterech zwycięskich mocarstw.
Pomnik, zbudowany w formie zakrzywionej hali kolumnowej, obok niego znajdują się dwie haubice 152 mm haubicoarmata wz. 1937 (MŁ-20) oraz dwa czołgi T-34. Na centralnej kolumnie widnieje figura czerwonoarmisty a niżej złote godło ZSRR i duży napis w języku rosyjskim: „Wieczna chwała bohaterom poległym w walce z faszystowskim okupantem niemieckim o wolność i niepodległość Związku Radzieckiego”.
Jedyny pomnik poświęcony Armii Czerwonej w zachodniej części miasta (Berlin Zachodni). Sprawiał pewne problemy aliantom zachodnim, ponieważ znajdował się w sektorze brytyjskim, żołnierze brytyjscy, jak i policja berlińska musiała ochraniać zarówno sam pomnik, jak i dwóch żołnierzy radzieckich, stojących przed nim na warcie.
Pomnik jest atrakcją turystyczną, ponieważ jest znacznie bliżej centrum miasta niż większy Pomnik Żołnierzy Radzieckich w Treptower Park.
Obecnie pomnik i jego otoczenie jest utrzymywane przez miasto Berlin.